# 伏見隆
伏見 隆（ふしみ たかし、1968年〈昭和43年〉4月25日 - ）は、日本の政治家。大阪府枚方市長（3期）。大阪府議会議員（1期）、枚方市議会議員（2期）を務めた。

## 略歴
大阪府枚方市生まれ。うみのほし幼稚園、枚方市立高陵小学校、枚方市立第一中学校、大阪府立寝屋川高等学校卒業。
1年間の浪人生活を経た後、1988年、京都産業大学経営学部へ入学。
大学在学中の1991年、大学を休学しアメリカ合衆国ウェストバージニア州に留学し、1993年に京都産業大学経営学部を卒業した。
1993年、極東貿易株式会社に入社。2001年まで8年間、同社に勤務した。
2002年、立命館大学大学院政策科学研究科博士課程前期に入学。
2003年、枚方市議会議員選挙に無所属で出馬し、初当選。
2004年、立命館大学大学院を中退。
2007年、枚方市議に再選。
2011年、大阪府議会議員選挙に枚方市選挙区からみんなの党公認で出馬し、当選した。
2014年5月に大阪維新の会とみんなの党の統一会派に参加、同年にみんなの党が解党した後も無党籍のまま維新会派に留まった。
2015年の大阪府議選への出馬は見送り、同年7月9日、枚方市長選挙への立候補を表明する。出馬表明の際には市長選には無所属で立候補する意向を示していたが、最終的には大阪維新の会の公認を受けて出馬。当初、自由民主党は大阪府連の枚方支部が擁立した元関西テレビ部長の難波秀哉を推していたが、大阪11区（枚方市・交野市）選出の代議士である佐藤ゆかりが支部長を務める自民党大阪府第11選挙区支部は現職の竹内脩市長を支持したため、自民党の支持層が分裂。公明党は自主投票とした。大阪維新の会公認の伏見が竹内、難波ら3人の対立候補を破り、当選した。投票率は38.70%。同年9月25日、枚方市役所に初登庁し、正式に市長に就任した。
※当日有権者数：332,165人 最終投票率：38.70%（前回比：+2.57pts）
| 候補者名   | 年齢 | 所属党派     | 新旧別 | 得票数   | 得票率 | 推薦・支持                                       |
| ---------- | ---- | ------------ | ------ | -------- | ------ | ------------------------------------------------ |
| 伏見隆     | 47   | 大阪維新の会 | 新     | 55,156票 | 44.27% |                                                  |
| 竹内脩     | 66   | 無所属       | 現     | 52,801票 | 42.38% | （支援）自民党大阪府第11支部・民主党・日本共産党 |
| 難波秀哉   | 60   | 無所属       | 新     | 9,517票  | 7.64%  | （支援）自民党枚方支部                           |
| 福川ひろこ | 52   | 無所属       | 新     | 7,122票  | 5.72%  |                                                  |

2019年9月に行われた枚方市長選挙で、再選した。
```
※当日有権者数：332,165人 最終投票率：36.90%（前回比：-1.8pts）
```

| 候補者名 | 年齢 | 所属党派     | 新旧別 | 得票数   | 得票率 | 推薦・支持               |
| -------- | ---- | ------------ | ------ | -------- | ------ | ------------------------ |
| 伏見隆   | 51   | 大阪維新の会 | 現     | 69,620票 | 57.35% |                          |
| 大橋智洋 | 40   | 無所属       | 新     | 51,782票 | 42.65% | （推薦）自民党・連合大阪 |

2023年9月3日、枚方市長選で3選。
```
※当日有権者数：328,870人 最終投票率：31.17%（前回比：-5.73pts）
```

| 候補者名 | 年齢 | 所属党派     | 新旧別 | 得票数   | 得票率 | 推薦・支持         |
| -------- | ---- | ------------ | ------ | -------- | ------ | ------------------ |
| 伏見隆   | 55   | 大阪維新の会 | 現     | 77,668票 | 77.02% |                    |
| 永田吉康 | 69   | 無所属       | 新     | 23,170票 | 22.98% | （推薦）日本共産党 |

## 政策・主張
- 2019年4月1日、LGBTなど性的少数者のカップルが婚姻に相当する関係にあると認める「パートナーシップ宣誓制度」を開始した[10]。
- 2020年4月23日、新型コロナウイルス対策の財源に充てるため、自身の5月から2021年3月までの月額給与の減額率を現行の20％から30％に変更すると発表した。副市長、教育長、上下水道事業管理者、病院事業管理者、常勤の監査委員についても同期間の月額給与の減額率を上げる[11]。

## 不祥事・騒動

### 旧統一教会との関係
2022年9月9日、枚方市は2019年度から2021年度の間、計3回にわたり世界平和統一家庭連合（旧統一協会）の関連団体のイベントに伏見がメッセージを送っていたと明らかにした。イベントの関係者が市役所へ表敬訪問し、副市長が応対したこともあり、市は「旧統一教会が関与していることを認識していなかった。今後は市民に疑念を抱かれないように対応する」としていた。

### 公職選挙法違反の疑い
2023年の枚方市長選投開票日の約2週間後にあたる9月15日夜、枚方市内の日本料理店で「祝勝会」の横断幕が掲げられた集会に参加していた。公職選挙法では事後買収を防止する目的から選挙後の当選祝賀会の開催を禁じており、伏見は取材に対し「選挙対策スタッフの解散式という認識だった。当選のお礼ではなく、選挙運動協力へのお礼が目的だった」「（横断幕を見て）まずいと思ったが、外してほしいとは言わなかった。誤解を招く表現で、私の注意不足だった」と釈明した。日本維新の会は10月1日付で伏見を口頭注意処分とした。
10月11日、市議会で「法律違反のおそれがある行為は許されない。猛省を促すとともに責任を強く問う」などとする問責決議案が賛成多数で可決された。
11月30日、元市議ら市民69人が公職選挙法違反（当選祝賀会の禁止）容疑で枚方警察署に告発状を提出し、12月28日に受理された。大阪地方検察庁は2024年7月22日付で起訴猶予処分とした。

### 教育長人事を巡る混乱、問責決議の可決
2024年3月、伏見は副教育長を教育長に充てる人事案を主要野党会派へ打診したが、承諾を得らなかったため同月の議会への提出を見送った。一方で長期の教育長不在は好ましくないとして、6月4日に正副議長と維新を含む主要会派は伏見に人事案の早期提出を求める要望をしたが、伏見が同月14日に3月と同じ人事案を議運委に提出したため、主要会派が「議会軽視だ」と反発。維新市議団も同日の会合で反対を決めた。伏見は24日の議会で人事案の取り下げを表明したが、28日の市議会では自民・公明・旧民主系など4会派が、教育長人事を巡り混乱を招いたとして、伏見に対する問責決議案を提出。維新内では決議案に対する意見が割れたが、最終的に採決前の退席という折衷案で一致し、反対はしなかった。問責決議は賛成多数で可決され、自身にとって上述の「祝勝会」の件以来2度目となる問責決議を受けた伏見は議会後、「（維新会派が）退席とは議場で初めて知った。反対してほしかった」と述べた。